# Giacomo Attolico
Giacomo Attolico (Rio de Janeiro, 4 ottobre 1928 – Roma, 16 febbraio 2020) è stato un diplomatico italiano.
Nato in nobile famiglia di origini napoletane e adelfiesi, era figlio di Bernardo Attolico e di Eleonora dei Conti Pietromarchi, di Velletri.
Il figlio Giorgio Attolico è un giornalista sportivo italiano.

## Biografia
Figlio di diplomatico (il padre Bernardo, fu, tra l'altro, ambasciatore italiano a Berlino nel 1935, a Tokyo ed a Rio de Janeiro nel 1927) si è laureato in giurisprudenza ed è entrato nella carriera diplomatica nel 1954.
È stato console a Bruxelles e poi ha ricoperto incarichi diplomatici a Beirut, a Parigi, in Nordafrica, Medio Oriente ed Asia. Nel 1982 è divenuto Consigliere diplomatico del Presidente della Repubblica, Sandro Pertini. Nel 1985 è stato elevato al rango di Ambasciatore, venendo nominato Direttore Generale degli Affari Economici del Ministero degli Esteri. Nel 1988 è stato nominato Ambasciatore d'Italia in Francia, carica che ha tenuto fino al 1991. Nel 1992 fu nominato Ambasciatore a Londra, carica che tenne fino al 1995.